# Alfred (Worcester)
Alfred († 31. Juli 1160) war ein englischer Geistlicher. Ab 1158 war er Bischof von Worcester.
Die Herkunft von Alfred ist unbekannt. Da er Magister genannt wurde, hatte er sicherlich studiert. Er wird erstmals als Beamter im Dienst von König Heinrich erwähnt, wobei unsicher ist, ob damit Heinrich I. oder dessen Enkel Heinrich II. gemeint ist. Vermutlich stand Alfred im Dienst von Heinrich II., der an Alfreds Inthronisation als Bischof teilnahm oder ihn kurz darauf in Worcester besuchte. Alfred wurde kurz nach dem Tod seines Vorgängers John of Pagham im Dezember 1157 gewählt, was wohl auf Intervention des Königs geschah. Nach seiner Weihe durch Erzbischof Theobald von Canterbury wurde er am 13. April 1158 inthronisiert. Aus seiner kurzen Amtszeit sind nur acht Urkunden erhalten, von denen drei Bestätigungen alter Rechte waren. Wegen eines Streits zwischen den Äbten des Klosters von Liré und der Abtei Saint-Florent in Saumur über die Rechte an einer Kirche diente er als beauftragter päpstlicher Richter, was auf ein juristisches Studium hindeutet. Weil er einem königlichen Beamten nicht die Rechte an einer Kirche verschaffen konnte, wie es der König gewünscht hatte, erhielt Alfred von Erzbischof Theobald einen demütigenden Tadel. Er starb jedoch schon im Sommer 1160. 